# 1962年新加坡加入马来西亚议案公投
1962年9月1日，新加坡举行了关于加入马来西亚联邦条款的公投。该公投由新加坡自治邦时任总理，人民行动党（PAP）籍的李光耀提出。而当时的反对党，尤其是社会主义阵线（BS），对全民公决的框架有所異議。该党认为公投并没有设置完全拒绝合并的选项供选民选择。尽管如此，全民投票还是向选民提供了三种选择，即A部分自治，B完全合并，C参照东马待遇。最终71％的选民选择了具有最高自治权的选项A。

## 背景
英国在二战后势力大为衰落，同时全世界去殖民化浪潮兴起，因此计划逐步撤出苏伊士运河以东的殖民地，但是在1950年代冷战思维的影响下，英国政府着重考虑的是这个去殖民化 (decolonization) 的进程，需要保证从东南亚华丽撤退，保持自己对旧殖民地地区的政治影响力，故不能让这些殖民地落入共产主义的影响之下。因此，英国就有把几个东南亚的殖民地撮合起来的所谓“大计划”(Grand Design) 的设想。
鉴于面对新一轮的制宪谈判和新加坡政局出现不稳定的状态，1961年4月18日英国的殖民地政策委员会 (Colonial Policy Committee) 召开会议，会上决定将马来亚、新加坡与北婆罗洲三邦（砂捞越、文莱、沙巴）联合组建成“大马来西亚”。

## 争论
新加坡政府推行的与马来亚合并计划遇到的第一个内部挑战，来自执政的人民行动党（PAP），与各反对党之间的政治斗争，包括社会主义阵线，自由社会党，工人党，人民联合党和人民党。
在新加坡，人民行动党在1959年大选中，赢得了51个席位中的43个的大胜，从而依靠胜选获得的执政优势与政治威望为基础，寻求参与马来西亚联邦的组建。但是，人民行动党内部对于是否该加入组建联邦产生了巨大的意见分歧，甚至导致左右两派公然决裂。1961年7月，在就对政府的信任投票进行辩论之后，十三位人民行动党议员因拒绝投下信任票而被从人民行动党开除。随后，13位被开除议员联同被行动党开除的其他左派成员一同成立了一个新的政党，即社会主义阵线，简称“社阵”。也因此，人民行动党在立法议会中的多数席位减少到51个席位中的26个。

### 公投合理性
执政的人民行动党认为，根据林德宪法，国家合并议案已在立法议会获得通过，因此在法律上并没有进行全民公投的义务，仍然举行公投是为了确保法案具有人民的授权。持有具有反对殖民主义与帝国主义立场的社会主义阵线指称人民不支持合并，但李光耀宣称人民支持合并。
公民投票没有设置反对合并的选项，因为在此之前没有人在立法议会中“合法”提出过这个问题。由于缺乏投票反对合并的选择权，全民投票的合法性经常受到新加坡左翼分子的挑战。但李光耀和吴庆瑞表示，新加坡立法议会已经以33：0合法通过新马合并，因此根据新加坡宪法，并不存在是否需要通过公投来决定“是否要跟马来亚合并”。合并是民选国会决定的，政府决定合并公投，只是给人民一个选择，希望通过什么方式来加入马来西亚，而不是决定要不要加入马来西亚。

### 联合行动理事会
由19名议员组成的联合行动委员会（CJA）通过将问题提交联合国非殖民化特别委员会（联合国17国委员会，联合国殖民主义特别委员会，简称C-17），试图阻止合并公投。1962年7月6日，CJA签署了一项谴责全民公决的备忘录，以提议修改法案来确保其继续拥有在新加坡的基本权利，并保护其享有特权的经济地位。CJA还批评了这些条款，以及公民投票中缺乏选择的余地。CJA在备忘录中得出的结论是，新马合并计划将违反联合国大会给予殖民地国家和人民独立的宣言的精神和决议。

## 提案
| 选项和标志 | 选项和标志      | 方案细则 |
| ---------- | --------------- | --- |
| 选项 A     | 新加坡          | 1. 新加坡将在教育和劳工问题上保留自治权。 2. 新加坡还将保留其语言政策，以英语、马来语、华语和淡米尔语为官方语言。 3. 在合并后的第一届议会中，新加坡将在马来西亚下议院中被分配十五个席位。 4. 所有新加坡公民将自动成为马来西亚公民。                                                                                       |
| 选项 B     | 檳城            | 1. 新加坡将以与前海峡殖民地的槟城（和马六甲）同样有利的条款加入联邦。这将使新加坡与1948年《马来亚联邦协议》所规定的其他马来亚州属处于平等地位而不会有比其他马来亚州属更多的自治权。 2. 英文和马来语将成为官方语言。 3. 只有在新加坡出生人士及其后代才会自动成为马来西亚公民。 4. 新加坡也将在联邦议会中有一定比例的代表。 |
| 选项 C     | 北婆罗 · 砂捞越 | 1. 新加坡将以与婆罗洲地区（即砂捞越与沙巴）同样有利的条款加入联邦。 2. 只有在新加坡出生人士及其后代才会自动成为马来西亚公民。 |

## 抵制运动
社阵强烈反对公投，号召支持者抵制公投或提交空白票，以抗议这场“受操纵的”全民投票。最终结果空白票达到144,000张以上，超过了全部票数的四分之一。执政的人民行动党政府预料到反对党会有这一举动，因此事先在选举准则加入条文，表示如果空白票没有达到绝对多数，则所有空白票数将会被计入赢得最多选票的选项。即“空白票的意思就是拿不定主意，所以跟随大多数选民的意愿”。
双方的媒体战异常激烈，为拉拢不同族裔选民，双方各自使用多种语言播放广播节目。

## 结果
| 选项 | 得票数  | %     |
| --- | ------- | ----- |
| 选项 A | 397,626 | 95.82 |
| 选项 B | 9,422   | 2.27  |
| 选项 C | 7,911   | 1.91  |
| 有效票总数 | 414,959 | 100   |
| |         |       |
| 有效票数 | 414,959 | 73.89 |
| 空白票数 | 143,077 | 25.48 |
| 无效/不清晰的票数 | 2,523   | 0.45  |
| 总投票数 | 561,559 | 100   |
| 注册选民/投票率 | 619,867 | 90.59 |
| 来源: Direct Democracy（页面存档备份，存于）, State of Singapore, Government Gazette Extraordinary, No. 60, IV Dated 3 September 1962 |         |       |

在各自政府官方授权下，大不列颠及北爱尔兰联合王国，马来亚联合邦，北婆罗洲，砂拉越和新加坡之间的马来西亚协定于1963年7月9日正式签署。
新加坡在1963年9月16日与马来亚正式合并，标志着马来西亚的诞生。直到1965年8月9日，新加坡被驱逐出马来西亚联邦，成为一个独立国家